# Justiția în România
Justiția reprezintă o instituție fundamentală a unui stat și cuprinde totalitatea instanțelor judecătorești. Reprezintă puterea judiciară într-un stat de drept. Justiția din România este organizată ca un sistem ierarhic de instanțe, cu un sistem de drept civil bazat pe model francez. Prevederi privind structura și organizarea acestuia se regăsesc în Constituție și Legea nr. 304/2022 privind organizarea judiciară.

## Organizarea justiției în România
În conformitate cu dispozițiile Constituției României, republicată, autoritatea judecătorească este alcătuită din instanțele judecătorești, Ministerul Public și Consiliul Superior ai Magistraturii. Acestea sunt reprezentate în teritoriu de următoarele organisme:
- Înalta Curte de Casație și Justiție
- Consiliul Superior al Magistraturii
- Direcția Națională Anticorupție
- Curțile de apel
- Tribunalele (41 de judecătorii și Tribunalul Municipiului București)
- Judecătoriile
- Institutul Național al Magistraturii

Consiliul Superior al Magistraturii este garantul independenței justiției. CSM gestionează în exclusivitate aspectele ținând de recrutarea și cariera magistraților, indiferent dacă sunt judecători sau procurori, iar prin secțiile sale îndeplinește rolul de instanță de judecată în materie disciplinară. CSM îndeplinește și alte atribuții prevăzute de lege.
În România, justiția se înfăptuiește numai de către Înalta Curte de Casație și Justiție și celelalte instanțe judecătorești, respectiv curțile de apel, tribunalele, tribunalele specializate și judecătorii.

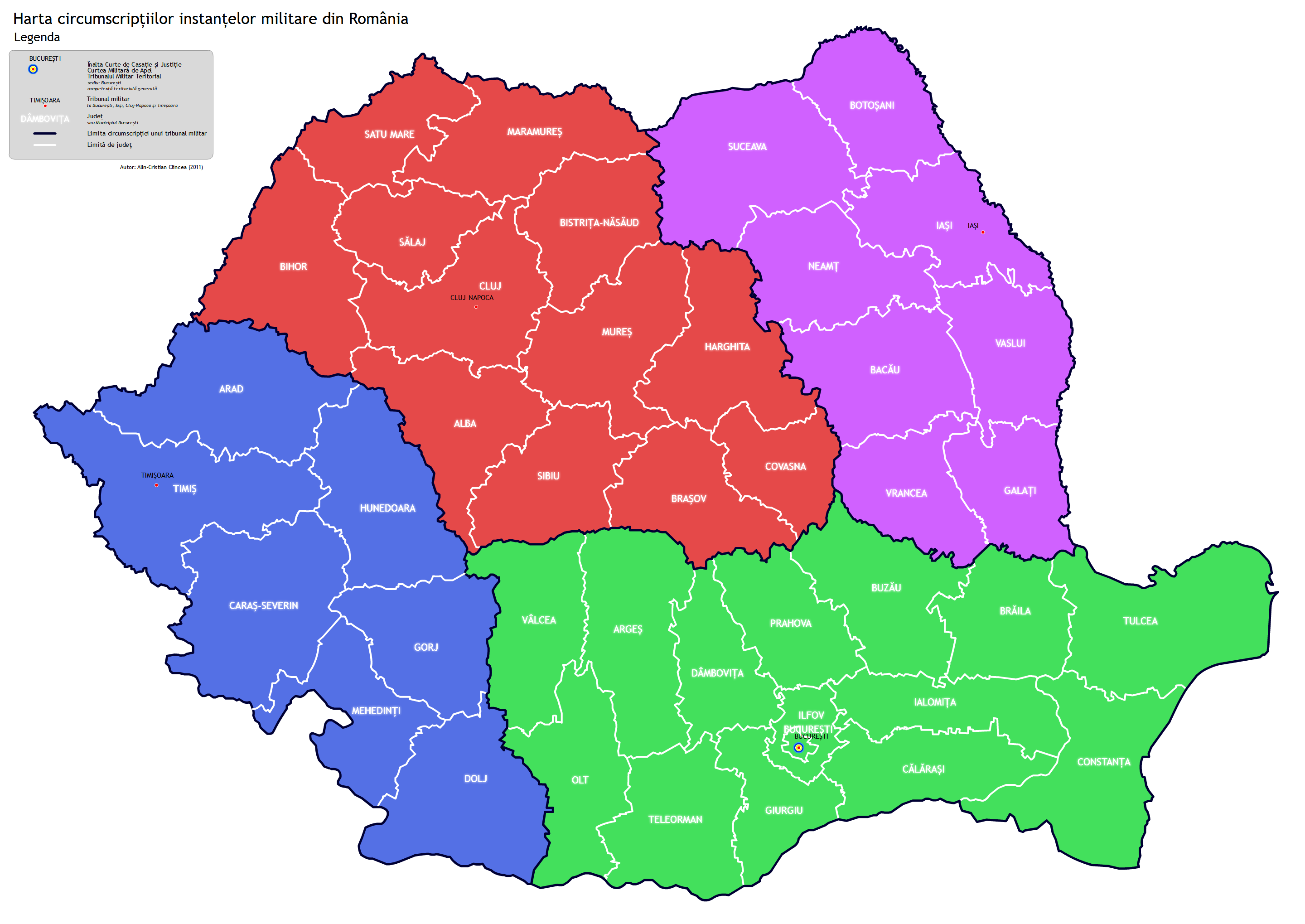
Harta circumscripțiilor instanțelor militare din România

În România există obligația legală să existe un purtător de cuvânt ale instanțelor, spre deosebire, spre exemplu, de Statele Unite ale Americii, unde nu există această regulă. În cadrul majorității instanțelor există secții sau complete specializate pentru cauze civile și penale, precum și alte domenii ale dreptului.
Sistemul judecătoresc militar este compus din trei tribunale (București, Cluj-Napoca și Timișoara), Tribunalul Militar Teritorial și Curtea Militară de Apel din municipiul București.

### Înalta Curte de Casație și Justiție
Înalta Curte de Casație și Justiție este instanța cea mai înaltă în grad, iar rolul său fundamental este de a asigura interpretarea și aplicarea unitară a legii de către celelalte instanțe judecătorești. Principalul instrument de unificare a practicii judiciare este recursul în interesul legii, în cadrul căruia Secțiile Unite ale Înaltei Curți de Casație și Justiție stabilesc care este modalitatea corectă de interpretare a legii în chestiunile de drept care au primit o dezlegare diferită din partea instanțelor judecătorești (practică judiciară neunitară).

### Curțile de apel

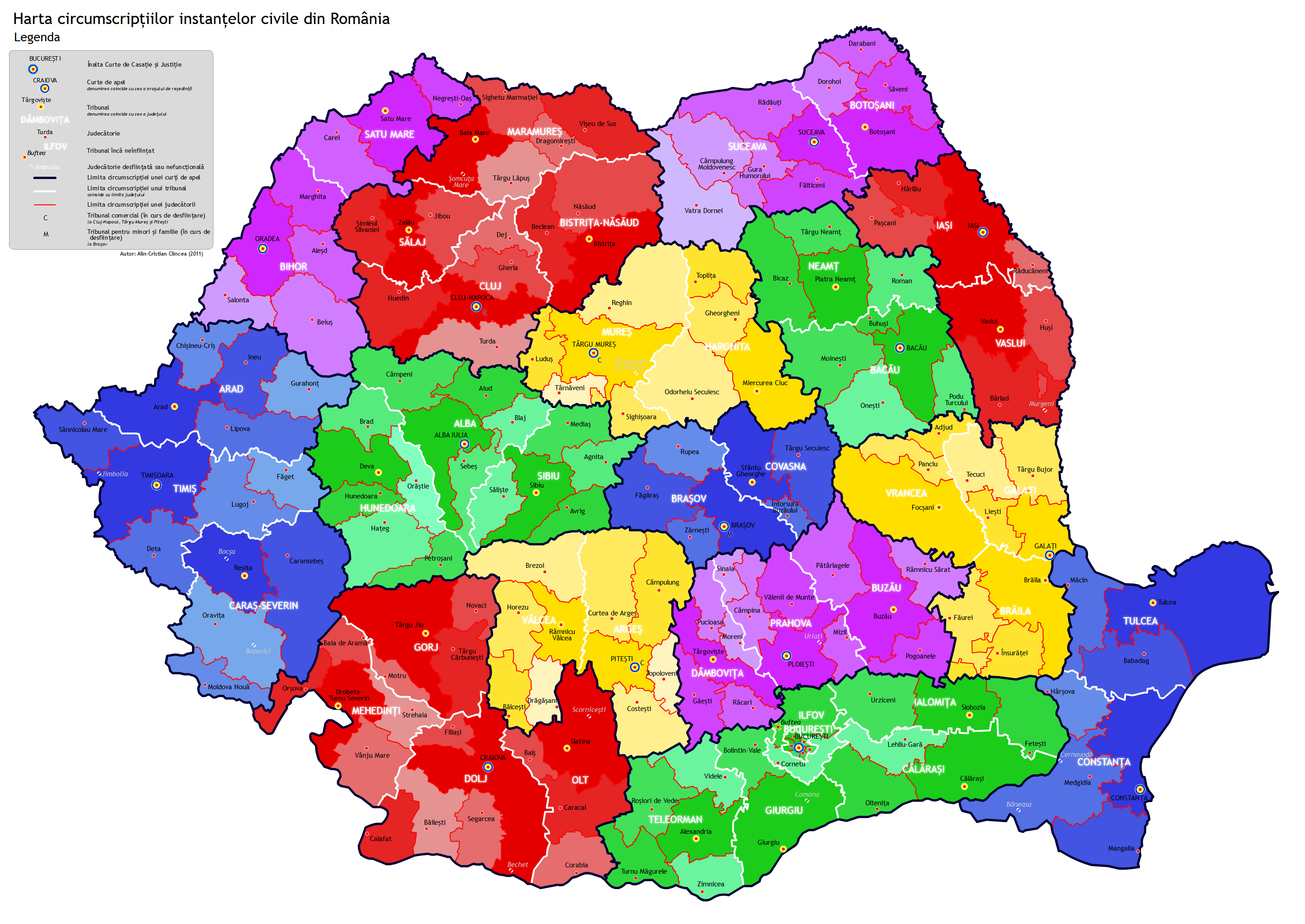
Harta circumscripțiilor instanțelor civile din România

În România funcționează 15 curți de apel, fiecare incluzând în sfera sa de competență teritorială 2-4 județe. În fiecare județ, precum și în municipiul București, funcționează câte un tribunal. În localitatea de reședință a județului (un singur tribunal dintre cele prevăzute de lege nu funcționează în prezent, respectiv Tribunalul Ilfov, cauzele de competența acestuia fiind judecate la Tribunalul București). De asemenea, în prezent funcționează 4 tribunale specializate, 3 în materie comercială (Tribunalele Comerciale din Cluj, Argeș și Mureș) și unul în materia cauzelor cu minori și legate de familie (Tribunalul pentru Minori și Familie Brașov). Dintre cele 188 de judecătorii înființate prin lege, dintre care 6 în mediul rural și restul în mediul urban, funcționează în prezent 179. 
Din cadrul curților de apel fac parte secțiile penală, comercială, civilă și contencios administrativ.

### Completul de judecată
Completul de judecată este format dintr-un președinte, ajutat de unul sau mai mulți vicepreședinți, în funcție de gradul și mărimea instanței. De asemenea, în cadrul fiecărei instanțe există un colegiu de conducere care se pronunță asupra problemelor cele mai importante legate de activitatea instanței.

### Judecătoriile
Judecătoriile judecă numai cauze în primă instanță, potrivit competenței stabilite de lege. Tribunalele judecă cauze în primă instanță (cauze mai complexe) și soluționează conflictele de competență ivite între judecătoriile din circumscripția sa, precum și contestațiile formulate împotriva hotărârilor pronunțate de judecătorie în cazurile prevăzute de lege. Tribunalele nu sunt competente să judece apelurile, conform codului de procedură penală. Curtea de Apel judecă în primă instanță cauzele mai complexe, în situațiile expres prevăzute de lege și judecă apelurile împotriva hotărârilor penale pronunțate în primă instanță de judecătorii și tribunale. Judecarea cauzelor în primă instanță se face de către complete compuse dintr-un singur judecător, în apel de complete compuse din doi judecători, iar în recurs din 3 judecători. Prin excepție, în materia litigiilor de muncă completul de fond este compus din 2 judecători și 2 asistenți judiciari cu vot consultativ.

### Curtea Constituțională
Curtea Constituțională a României (CCR) este unica autoritate de jurisdicție constituțională în România, independentă față de orice altă autoritate publică și care are, conform Constituției României, rolul de garant al supremației Constituției. Aceasta nu face parte din puterea judecătorească. 

### Ministerul Public
În activitatea judiciară, Ministerul Public reprezintă interesele generale ale societății și apără ordinea de drept, precum și drepturile și libertățile cetățenilor. Ministerul Public își exercită atribuțiile prin procurori constituiți în parchete, cu respectarea principiului legalității, al imparțialității și al controlului ierarhic, sub autoritatea ministrului justiției. Parchetele funcționează pe lângă fiecare instanță judecătorească (cu excepția celor trei tribunale specializate în materie comercială). Parchetele supraveghează activitatea de cercetare penală a poliției judiciare în condițiile legii.
Ca și instanțele judecătorești, parchetele sunt constituite într-o structură piramidală, la vârful căreia se află Parchetul de pe lângă Înalta Curte de Casație și Justiție, al cărui procuror general este șeful Ministerului Public. În cadrul parchetului de pe lângă instanța supremă funcționează două structuri specializate, cu competență și organizare speciale - Direcția Națională Anticorupție și Direcția de Investigare și Combatere a infracțiunilor de Criminalitate Organizată și Terorism, conduse de către procuror-șefi. Parchetele de pe lângă curțile de apel sunt conduse de procurori generali, iar cele de pe lângă tribunale și judecătorii de către prim-procurori. În cadrul fiecărui parchet funcționează un colegiu de conducere, iar în funcție de rangul ierarhic și dimensiunea parchetului, conducătorul acestuia poate fi ajutat de unul sau mai mulți adjuncți. Pe lângă fiecare instanță militară funcționează câte un parchet militar.

## Activitate
- În cursul anului 2009, instanțele judecătorești, cu excepția ÎCCJ, au avut pe rol 2.383.700 de cauze, cu 16% mai mult decât în anul precedent. Dintre acestea au fost soluționate în cursul anului 1.765.829. Fiecare judecător de la judecătorie a avut de soluționat în cursul anului 915 de cauze, fiecare judecător de tribunal - 860 de cauze, iar fiecare judecător de curte de apel a avut de soluționat 671 de cauze.
- Volumul de activitate total al parchetelor în anul 2009 a fost de 2.986.375 lucrări (din care 1.356.939 dosare penale), din care au fost soluționate 2.088.742 lucrări. Media națională de lucrări per procuror la parchetele de pe lângă judecătorii a fost în anul 2008 de 2.044 lucrări, la la parchetele de pe lângă tribunale - 1.007 lucrări per procuror, iar Ia parchetele de pe lângă curțile de apel aceeași medie națională a fost de 720 lucrări.
- În iunie 2011 în sistemul judiciar existau 4.516 de posturi de judecător și 2743 posturi de procuror.  La 1 octombrie 2010 erau vacante 418 de posturi ce judecător și 49 posturi de procuror. Dintre judecători aproximativ 72% sunt femei, iar 28% bărbați, în timp ce, în cazul procurorilor, proporția dintre bărbați și femei este mult mai echilibrată (50.63% - 49.37%).

## Critici
Sistemul legal din România, nefiind bazat pe precedent, duce la situația în care instanțele dau soluții diametral opuse în cazuri identice.

## Corupția în cadrul justiției din România
În august 2013, Guvernul a aprobat ordonanța de urgență care prevede ca magistrații corupți să nu mai beneficieze de pensiile de serviciu. Potrivit ordonanței de urgență, legea se va aplica retroactiv și magistraților condamnați înainte de intrarea în vigoare a legii.

## Recuperările
În 2012 și 2013, condamnările definitive date în procesele DNA au adus, pe lângă pedepse totalizând câteva mii de ani de închisoare, decizii prin care se recuperau peste 210 milioane de euro.
Legea nr. 18/1968, așa-numita lege a ilicitului, a fost creată pentru controlul provenienței unor bunuri ale persoanelor fizice care nu au fost dobândite în mod licit, fiind folosită în mod abuziv de autoritățile comuniste. Legea a fost abrogată în 1996, prin Legea nr. 115/1996, prin care s-a instituit obligația demnitarilor, magistraților și a funcționarilor publici de a-și declara averile.

## Diferențe întreJustițieșiMinisterul Justiției
În vreme ce Justiția este reprezentanta puterii judecătorești, Ministerul Justiției este reprezentant al puterii executive într-un stat. Cele două puteri conlucrează, dar nu sunt subordonate. Ministerul Justiției, ca organ al puterii executive, nu face parte din autoritatea judecătorească. Totuși, conform legii, Ministerului Justiției îi revine sarcina de a asigura buna organizare și administrare a justiției ca serviciu public. Totodată, ministerul era ordonator principal de credite pentru curțile de apel, tribunale și judecătorii, aceste atribuții fiind preluate de ÎCCJ de la 01.01.2023.

## Statistici
În anul 2013, în România existau aproximativ 5.500 de magistrați, dintre care 2.000 erau procurori,iar restul de 3.500 erau judecători. În anul 2008, numărul acestora era de 6.000.